# Nokia Lumia 505
Nokia Lumia 505 es un teléfono inteligente de gama baja producido por la empresa finlandesa Nokia y que opera con la versión 7.8 del sistema Windows Phone 7.
El dispositivo está disponible solo en América Latina, y es comercializado a través de la red de operadoras de América Móvil.
A pesar de haberse puesto en el mercado después de otros modelos de Nokia con Windows Phone 8, este teléfono no podrá actualizarse a Windows Phone 8.
Debido a la limitada memoria de este teléfono las tareas en segundo plano que usen más de 90 MB de RAM se desabilitarán automáticamente y algunas aplicaciones no se podrán ejecutar.
Las aplicaciones cuya experiencia de usuario no estén a la par con los requisitos de Nokia no estarán disponibles para descargar (como por ejemplo Skype, Angry Birds o Pro Evolution Soccer)